# ウクライナサッカー連盟
ウクライナサッカー連盟（ウクライナサッカーれんめい、Ukrainian Association of Football, ウクライナ語: Українська асоціація футболу）は、ウクライナにおけるサッカーを統括する競技運営団体。略称はUAF。
国際サッカー連盟（FIFA）および欧州サッカー連盟（UEFA）に加盟している。本部は首都であるキーウに置かれる。

## 運営
- ウクライナ・プレミアリーグ
- ウクライナ・ファーストリーグ
- ウクライナ・カップ

## 組織
- サッカーウクライナ代表
- サッカーウクライナ女子代表
- U-21サッカーウクライナ代表

## 歴代会長
- 1991-1996 ヴィクトル・バニコフ（英語版）
- 1996-2000 ワレーリー・プストヴォイチェンコ
- 2000-2012 グリゴリー・スルキス（英語版）
- 2012-2015 アナトリー・コニコフ（英語版）
- 2015-2024　アンドリー・パヴェルコ（英語版）
- 2024-現在　アンドリー・シェフチェンコ